# Monte Manzol
Il Monte Manzol (2.933 m s.l.m.) è una montagna delle Alpi del Monviso nelle Alpi Cozie. Si trova in provincia di Torino.

## Caratteristiche
La montagna è collocata a nord del monte Granero lungo la dorsale che, nella Val Pellice, separa la Conca del Pra dalla Comba dei Carbonieri.
Il monte è particolarmente visibile dal Rifugio Barbara Lowrie.

## Salita alla vetta

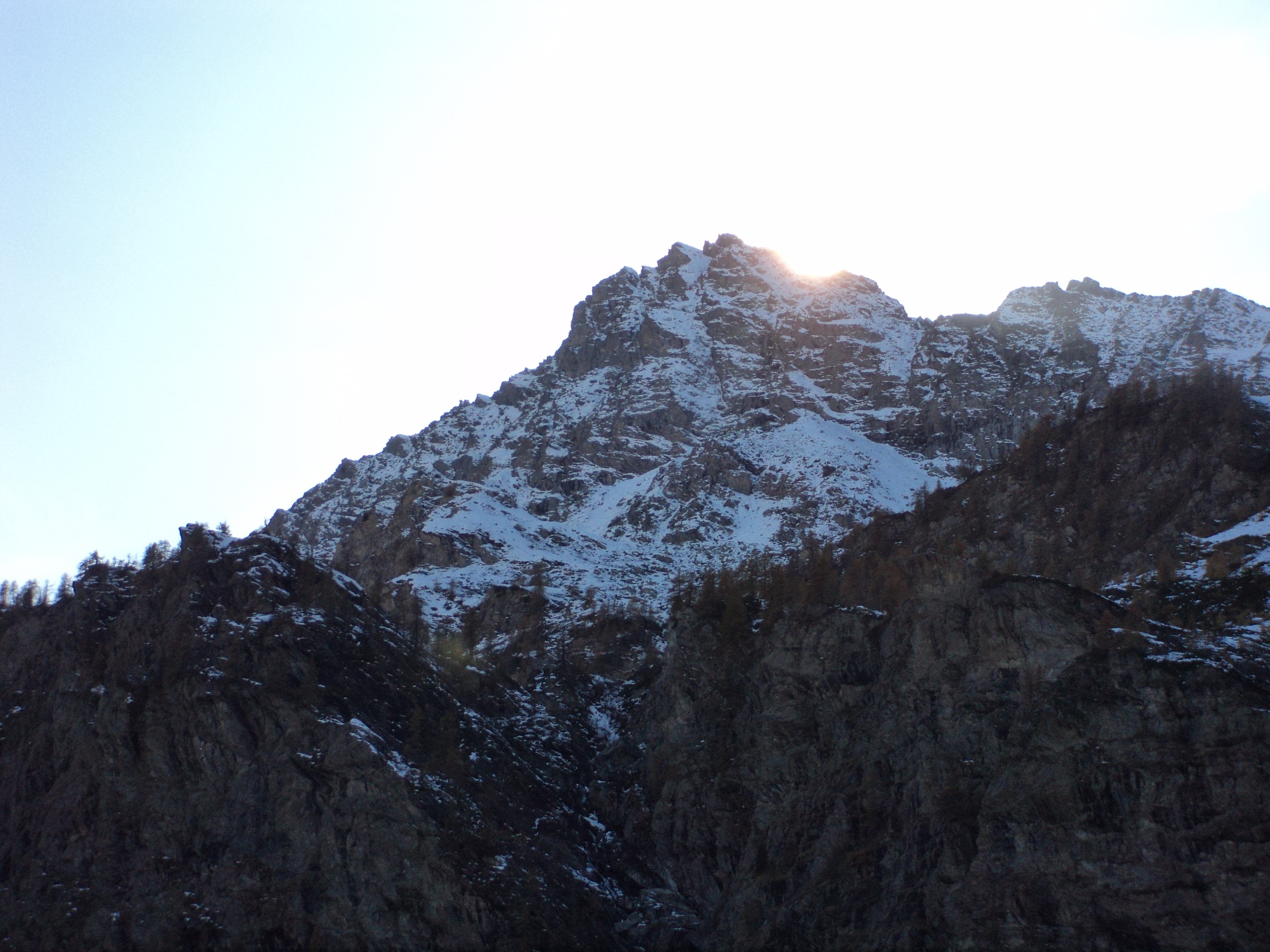
Il monte Manzol dal rifugio Barbara al tramonto.

Il monte può essere salito partendo dal Rifugio Barbara Lowrie oppure dal Rifugio Granero.
Dal rifugio Barbara si tratta di salire il vallone in cui è collocato il rifugio in direzione sud e passando sotto i pendii del monte. Arrivati ad un bivio segnalati si svolta a destra e si risale un ripido canale che sbuca al Colle Manzol (2.700 m). Dal colle si svolta ancora a destra e si risale la cresta sud-est fino alla vetta.
Dal rifugio Granero si risale il vallone prima verso sud e poi piegando ad est fino a raggiungere il Colle Manzol. Dal colle si segue l'itinerario precedente.